# A Concerto Is a Conversation
A Concerto Is a Conversation es una película documental estadounidense de 2021 dirigida por Ben Proudfoot y Kris Bowers.

## Argumento
La película de 13 minutos se centra en las conversaciones de Bowers con su abuelo pianista de jazz sobre la historia personal y familiar. La cineasta Ava DuVernay es productora ejecutiva de esta película.

## Reconocimientos
Fue nominado para el Premio Oscar al mejor documental corto en la 93.ª edición de los Premios Óscar.